# Kutasi László
Kutasi László, (Kiskunfélegyháza, 1949. július 29. –) válogatott labdarúgó, balhátvéd, edző.

## Pályafutása

### Klubcsapatban
1974-ig a Szegedi VSE labdarúgója volt. Innen igazolt a Diósgyőri VTK-hoz. Kétszeres kupagyőztes és egyszeres bajnoki bronzérmes a csapattal. 1980-ig 147 mérkőzésen 1 gólt szerzett. 1980 és 1984 között a SZEOL AK játékosa lett. Szegeden 51 élvonalbeli bajnoki mérkőzésen szerepelt. 1984–85-ös idényben a Makói SVSE labdarúgójaként hagyta abba a labdarúgást.

### A válogatottban
1979-ben 6 alkalommal szerepelt a válogatottban. Hatszoros olimpiai válogatott (1979–80), 11-szeres egyéb válogatott (1979–80).

### Edzőként
1984-től edzőként dolgozott. Először a SZEOL AK junior csapatának az edzéseit irányította. 1985–86-os idényben a hódmezővásárhelyi Hódgép-Metripond SE, majd 1987-ben a Szeged SC vezetőedzője volt.

### Sportvezetőként
1987 és 1989 között a SZEOL-Délép illetve a Szeged SC labdarúgó-szakosztályának vezetője volt.

## Sikerei, díjai
- Magyar bajnokság
  - 3.: 1978–79
- Magyar kupa (MNK)
  - győztes: 1977, 1980

## Statisztika

### Mérkőzései a válogatottban
| Magyarország | Magyarország         | Magyarország                   | Magyarország  | Magyarország | Magyarország  | Magyarország       | Magyarország | Magyarország |
| #            | Dátum                | Helyszín                       | Hazai         | Eredmény     | Vendég        | Kiírás             | Gólok        | Esemény      |
| ------------ | -------------------- | ------------------------------ | ------------- | ------------ | ------------- | ------------------ | ------------ | ------------ |
| 1.           | 1979. március 28.    | Budapest, Népstadion           | Magyarország  | 3 – 0        | NDK           | barátságos         | -            |              |
| 2.           | 1979. április 4.     | Chorzów, Slask-stadion         | Lengyelország | 1 – 1        | Magyarország  | barátságos         | -            |              |
|              | 1979. április 18.    | Pitești                        | Románia       | 2 – 0        | Magyarország  | olimpiai selejtező | -            |              |
| 3.           | 1979. május 2.       | Budapest, Népstadion           | Magyarország  | 0 – 0        | Görögország   | Eb-selejtező       | -            |              |
|              | 1979. május 30.      | Miskolc-Diósgyőr, DVTK-stadion | Magyarország  | 3 – 0        | Románia       | olimpiai selejtező | -            |              |
| 4.           | 1979. szeptember 12. | Nyíregyháza                    | Magyarország  | 2 – 1        | Csehszlovákia | barátságos         | -            |              |
| 5.           | 1979. szeptember 26. | Bécs, Práter-stadion           | Ausztria      | 3 – 1        | Magyarország  | barátságos         | -            | 63'          |
| 6.           | 1979. október 17.    | Debrecen, Nagyerdei stadion    | Magyarország  | 3 – 1        | Finnország    | Eb-selejtező       | -            | 71'          |
|              | 1979. október 31.    | Wrocław                        | Lengyelország | 1 – 0        | Magyarország  | olimpiai selejtező | -            |              |
|              | 1979. november 14.   | Miskolc-Diósgyőr, DVTK-stadion | Magyarország  | 2 – 0        | Lengyelország | olimpiai selejtező | -            |              |
|              | 1979. november 24.   | Miskolc-Diósgyőr, DVTK-stadion | Magyarország  | 3 – 0        | Csehszlovákia | olimpiai selejtező | -            |              |
|              | 1980. április 13.    | Prága                          | Csehszlovákia | 3 – 2        | Magyarország  | olimpiai selejtező | -            |              |
|              | Összesen             |                                |               | 6            | mérkőzés      |                    | 0            | gól          |